# Réfugiés français de Saint-Domingue à Cuba
Les Réfugiés français de Saint-Domingue à Cuba, sont les quelque 7000 personnes environ, principalement des Français, arrivées en deux vagues, en 1798 et 1803, pour fuir la révolution de Saint-Domingue. Ils ont d'abord développé une activité de piraterie contre leur ancienne terre, puis ont été à l'origine de la croissance de la production de café à Cuba, que l'on peut qualifier de véritable « révolution du café ». Les Français se sont installés à Baracoa, dans la baie de Guantánamo et à Santiago de Cuba. Après 1808, ils se sont ensuite déplacés vers la région caféière de l'ouest de l'île.

## La conséquence de la révolte noire de Saint-Domingue
Lancée en 1791, la révolte des esclaves de Saint-Domingue obtint l'abolition de l'esclavage en février 1794. Deux mois après, les grands planteurs français signent le traité de Whitehall avec les Anglais, qui échouent cependant face la révolte noire et doivent négocier avec Toussaint Louverture l'armistice du 30 mars 1798.
La révolte des esclaves de Saint-Domingue intervient au moment même où, à Cuba, l'administration demande au conseil des Indes de Madrid l'autorisation de la traite négrière. Francisco Arrango y Parreño, au nom de l’ayuntamiento de La Havane, avait sollicité la concession pour trois ans aux Espagnols et aux étrangers d’introduire des esclaves africains à Cuba. La Real cédula du 28 février 1789 la leur accordait pour deux ans. En août 1791, Arango demanda une extension de cette licence à trois ans. 
En novembre 1791, Francisco Arrango y Parreño, penseur et homme politique cubain, par ailleurs propriétaire de la plus grande plantation de sucre cubaine, déclare qu'il juge les événements de Saint-Domingue "non seulement avec compassion, pour les Français, mais aussi dans une perspective politique", pour saisir "l’opportunité de donner à notre agriculture un avantage définitif sur les Français", se faisant ainsi l’avocat de la libéralisation de la traite négrière à Cuba, dans l’une de ses premières déclarations sur les effets de la révolution haïtienne. 
Chassés de Saint-Domingue après l'armistice du 30 mars 1798, signé par Toussaint Louverture avec les Anglais et les Américains, les planteurs français signent un traité avec les Espagnols, en promettant de s'abstenir de toute piraterie. En échange, ils peuvent s'installer à Cuba. Les pirates français à Cuba violent ce traité car ils s'installent dans l'est de Cuba, peu peuplé, difficile à contrôler, et juste en face de Saint-Domingue, d'où ils peuvent intercepter les navires anglais et américains commerçant avec la révolution noire.

## La crainte de voir importer l'esprit de révolte
Cette émigration a heurté les mentalités à Cuba, même si l'esclavagisme était encore peu développé. En 1798, Vicente Perroussel, consul de France dans la ville est menacé de lynchage en raison de l'arrivée de "nègres libres d'Haïti". Les Espagnols de la région craignent que les Français n'importent le climat de violence de Saint-Domingue et que leurs esclaves n'incitent les esclaves espagnols à se libérer. Les Français tentèrent au maximum d'hispaniser leurs noms et leur apparence, puis furent perçus comme les promoteurs du développement de Santiago de Cuba, avec monuments et attractions.
Dans un mémoire de 1794 la "Real Sociedad Patriótica" de La Havane déclare que "bien que l’introduction de Noirs doive toujours être encouragée pour favoriser le développement de l’île, [elle] doit s’accompagner d’un recensement constant, n’autorisant jamais le nombre de Noirs à excéder, ou même égaler, celui des Blancs". Il faut donc encourager l'immigration de Blancs, en particulier dans l’Est de Cuba, où l'État déplorait le" manque de population", et les "kilomètres inhabités de côte", alors même qu'il existait d’importantes communautés d’esclaves fugitifs sur tout le territoire, venant souvent de Saint-Domingue.
Le régisseur de Santiago de Cuba, Juan Bautista Vaillant Berthier, comme ses prédécesseurs voulait développer la partie orientale de Cuba bien avant la révolution haïtienne. Les terres y étaient trois fois moins chères. Ses successeurs, comme Juan Nepomuceno Quintana poursuivent son œuvre. Au 31 décembre 1803, un recensement fait état de 18.213 Français arrivés.
Les Français qui fuient Saint-Domingue sont des planteurs ou des armateurs. Ils arrivent avec leurs bateaux. Le recensement de 1800 dénombre 250 noms français de marins portant un prénom espagnol, dont un "Pedro Lafitta", alias Pierre Lafitte, frère du pirate français Jean Laffite. Parmi eux, les armateurs Pedro Ollanger, Pedro Raymond, Pedro Bossard et Esteban Redonnet. D'abord parfois bien accueillis, ils sont ensuite victimes de persécutions en 1806, comme en témoigne une lettre de général français Jean-Louis Ferrand au gouverneur de Santiago de Cuba.

## Les plantations de café
Les réfugiés français vont contribuer à une révolution du café à Cuba, qui fait suite à la révolution du café de Saint-Domingue, des années 1760 à 1780. Ils s'installent sur les hauteurs de Santiago de Cuba, dans la Sierra Maestra. Une estimation de 1807, fait état de 192 exploitations caféières, qui emploient 1676 esclaves pour 4,3 millions de pieds de café dans ce secteur. Un Béarnais  Prudent de Casamajor fonde en 1800 à Santiago de Cuba ce qui va devenir la plus importante maison de commerce de la ville.
Les Français s'installèrent ensuite dans les plantations de café de la côte ouest à partir de la période 1808-1810. Les capitaux accumulés dans la guerre de course en quelques années seront réinvestis par les immigrés français dans la  révolution du café à Cuba. Beaucoup de Français de la région du Sud-Ouest de la France, en particulier de Bordeaux, se sont aussi réfugiés dans le secteur baptisé Vuelta Abajo, mais cette fois dans la partie occidentale de Cuba, selon l'historien Bernard Lavallé.

## La révolte espagnole de 1808 et 1809
Pour faire le blocus des côtes atlantiques, Portugal inclus, Napoléon Bonaparte traverse l'Espagne, qu'il en profite pour conquérir. Mais le 2 mai 1808, les Madrilènes se révoltent. La répression fait 500 morts. L'insurrection gagne toute l'Espagne. Couronné roi d'Espagne, Joseph Bonaparte  doit s'enfuir, puis revient à Madrid le 4 décembre 1808, ce qui déclenche de violentes réactions anti-françaises dans l'empire espagnol. Des émeutes éclatent à La Havane en mars 1809. Le 11 avril, les autorités espagnoles décident l'expulsion de Cuba des Français, en particulier des pirates français de Cuba installés dans la partie orientale de l'île. 
Les Espagnols se révoltent aussi contre les Français dans la partie est de Santo-Domingo, aujourd'hui République dominicaine, alors contrôlée par les généraux français François-Marie Perichou de Kerversau et Jean-Louis Ferrand. Le 17 septembre 1808, Juan Sánchez Ramírez les attaque et le 7 novembre 1808, il les chasse à la suite de la bataille de Palo Hincado.
Entre le 10 mai 1809 et le 17 août 1809, 48 bateaux de Santiago de Cuba, six de Baracoa et un de La Havane, quittent Cuba pour La Nouvelle-Orléans. Les "réfugiés français de Saint-Domingue à Cuba", deviennent des Réfugiés français de Saint-Domingue en Amérique.

## Un pôle d'opposition à la révolution haïtienne et aux suivantes
Dans le monde atlantique, toute rumeur d’esclaves en révolte ou menace d’agitation politique s’accompagnait de la référence à Haïti. La région de Santiago de Cuba restera un bastion de l'opposition à la nouvelle république d'Haïti, qui était géographiquement toute proche, à seulement 60 kilomètres en bateau, en particulier lorsque Pétion en fit une base de repli pour les mouvements révolutionnaires d'Amérique latine. Lorsque Simón Bolívar revint en Haïti en septembre 1816, après avoir été battu en juillet à Ocumare et avoir perdu son armée, le gouverneur Escudero installé à Santiago de Cuba fut le premier à informer le général espagnol Pablo Morillo, chef de l'expédition pacificatrice à destination du Venezuela et de la Nouvelle-Grenade du risque couru.